# Dicranomyia brachycantha
Dicranomyia brachycantha är en tvåvingeart som först beskrevs av Alexander 1945.  Dicranomyia brachycantha ingår i släktet Dicranomyia och familjen småharkrankar. Inga underarter finns listade i Catalogue of Life.